# طلاق صوری
طلاق صوری به طلاقی گفته می‌شود که هدف آن جدایی زوج نباشد و به نیت دیگری انجام شود. معمولاً در طلاق صوری، زن و شوهر از نظر قانونی طلاق گرفته‌اند ولی با هم زندگی می‌کنند. از نظر فقه شیعه ازدواج و طلاق کاغذی بدون عقد شرعی و بدون رعایت شرایط آن، اعتباری ندارد.

## دلایل طلاق صوری در ایران
- دریافت مستمری، قانونی در تأمین اجتماعی و موسسات بازنشستگی ایران وجود دارد که بر اساس آن درصورتی که دختری پدر و مادر خود را از دست داده باشد و بی‌سرپرست باشد می‌تواند از دولت مستمری بگیرد و این امکان موجب شده است که بسیاری از بانوان جامعه ما با طلاق‌صوری از این مستمری بهره‌مند شوند.[۲]
- برای خروج از کشور[۳]